# Хай1
«Хай1» (кор. 하이원) — хоккейный клуб из городов Чхунчхон / Коян. Основан в 2004 году. Выступает в Азиатской хоккейной лиге. Домашние матчи проводит на арене Ледовый каток Эу Эм.[уточнить]

## История
Клуб был основан 15 сентября 2004 года под названием Канвон Ленд (кор. 강원랜드). Свой первый официальный матч команда провела в рамках Корейских хоккейных игр против команды Кореа Юнивёрсити (кор. 고려대학교), уступив со счётом 3-2. В 2005 году команда присоединилась к Азиатской хоккейной лиге. С 2007 года команда носит название Хай1 (кор. 하이원).

## Достижения
- Корейские хоккейные игры:
  - Победители (3) : 2006 , 2007 , 2008